# Polo aquático na Universíada de Verão de 2009
O polo aquático na Universíada de Verão de 2009 foi disputado no SRC Banjica e teve o Student Cultural Centre Obrenovac como local de treinamento, ambos em Belgrado,  entre 1 e 12 de julho de 2009 A partir dessa edição, o torneio feminino tornou-se compulsório.

## Calendário
| Polo aquático | Jun | Julho | Julho | Julho | Julho | Julho | Julho | Julho | Julho | Julho | Julho | Julho | Julho |
| Polo aquático | 30  | 1     | 2     | 3     | 4     | 5     | 6     | 7     | 8     | 9     | 10    | 11    | 12    |
| ------------- | --- | ----- | ----- | ----- | ----- | ----- | ----- | ----- | ----- | ----- | ----- | ----- | ----- |
| Masculino     |     |       |       |       |       |       |       |       |       |       |       |       | 1     |
| Feminino      |     |       |       |       |       |       |       |       |       |       |       | 1     |       |

|  | Dia de competição |  | Dia de final |

## Medalhistas
| Evento    | Ouro | Prata | Bronze |
| --------- | --- | --- | --- |
| Masculino | AUS Austrália Luke Quinlivan Stephen Cody Richard Campbell Nicholas O'Halloran Robert Maitland Anthony Martin Jarrod Gilchrist Aaron Younger Joel Swift William Miller John Cotterill Aidan Roach Johnathon Hahn | CRO Croácia Mirko Nizic David Babic Bojan Car Domagoj Cule Ivan Krapic Zeljko Kovacic Fran Paskvalin Marin Ban Ivan Bebic Ivan Krizman Ivan Banovac Nikola Samodol Tomislav Bujas                         | SRB Sérvia Branislav Mitrovic Luka Saponjic Boris Popovic Petar Ivosevic Djordje Basic Boris Vapenski Uros Kalinic Milos Cuk Miroslav Randjic Igor Kovacevic Petar Filipovic Marko Petkovic Milos Marinkovic                                       |
| Feminino  | CHN China Yang Jun Teng Fei Liu Ping Sun Yu Jun He Jin Sun Ya Ting Zhu Jia Yi Gao Ao Wang Yi Ma Huan Huan Sun Hui Zi Qiao Lei Ying Wang Ying                                                                     | HUN Hungria Eszter Jankovics Eszter Gyori Dora Csabai Zsuzsanna Huska Barbara Bujka Orsolya Kisteleki Anett Gyore Kata Menczinger Patricia Jancso Eszter Peteri Szandra Kling Alexandra Kiss Orsolya Kaso | RUS Rússia Liudmila Berndikova Lubov Isakova Maria Akhtyrchenko Alexandra Antonova Yulia Buravkova Anna Grineva Nelly Bakhrameeva Natalia Alexandrova Olexandra Karpovich Marina Kalyagina Ekaterina Tankeeva Ekaterina Zelentsova Anna Ustyukhina |

## Masculino

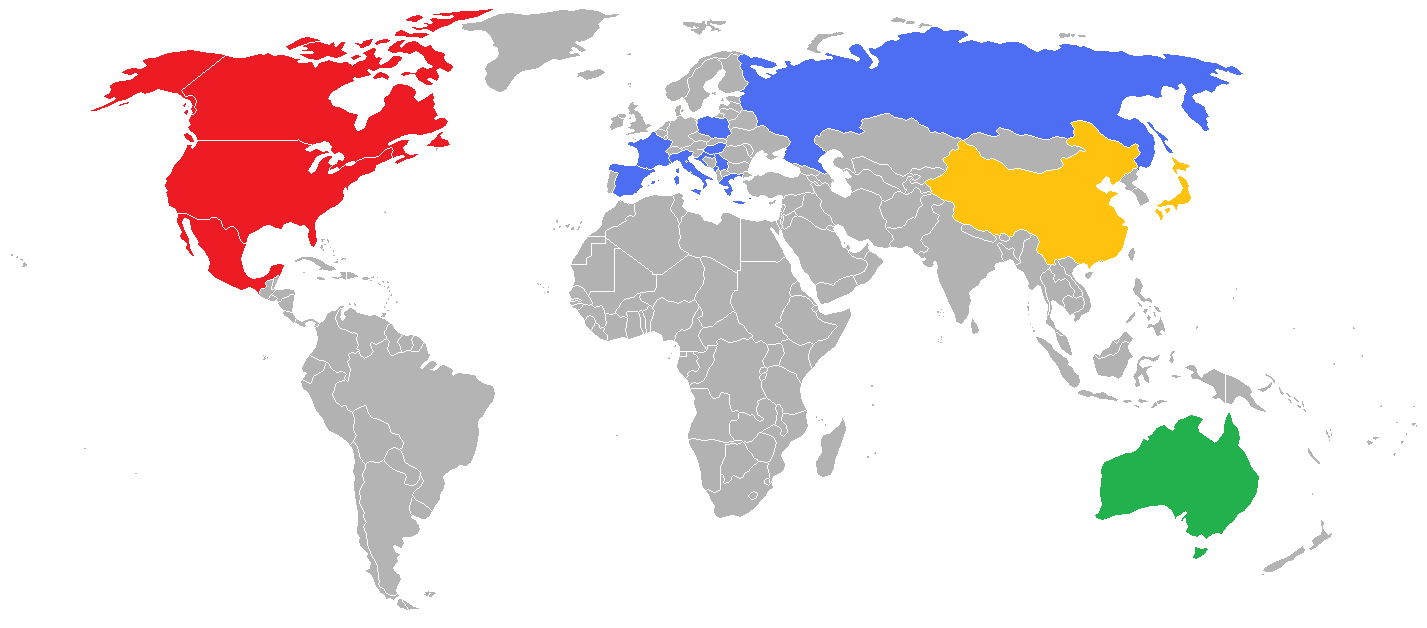
Equipes masculinas participantes.

Cada equipe de cada grupo jogou contra as outras equipes do seu grupo, todas contra todas. A melhor equipe se classificou para as quartas-de-final. As equipes que ficaram nas segundas e terceiras posições disputam a segunda fase e as quartas colocadas, disputaram a classificação do 13º ao 16º lugar. As vencedoras da segunda fase, avançaram para as quartas-de-final e as derrotadas disputaram do 9º ao 12º lugar. As equipes vencedoras avançaram para as semifinais. As vencedoras desta fase disputaram a medalha de ouro e as derrotadas, disputaram a medalha de bronze.

### Fase preliminar
Grupo A
| Pos. |             | SRB                   | FRA                   | CRO                   | MEX                   | Pts | J | V | E | D | PF | PS | SP  |
| ---- | ----------- | --------------------- | --------------------- | --------------------- | --------------------- | --- | - | - | - | - | -- | -- | --- |
| 1    | SRB Sérvia  | –                     | 12–3[ligação inativa] | 11–8[ligação inativa] | 15–2[ligação inativa] | 6   | 3 | 3 | 0 | 0 | 38 | 13 | +25 |
| 2    | CRO Croácia | 8–11[ligação inativa] | 17–6[ligação inativa] | –                     | 19–8[ligação inativa] | 4   | 3 | 2 | 0 | 1 | 44 | 25 | +19 |
| 3    | FRA França  | 3–12[ligação inativa] | –                     | 6–17[ligação inativa] | 13–8[ligação inativa] | 2   | 3 | 1 | 0 | 2 | 22 | 37 | -15 |
| 4    | MEX México  | 2–15[ligação inativa] | 8–13[ligação inativa] | 8–19[ligação inativa] | –                     | 0   | 3 | 0 | 0 | 2 | 18 | 47 | -29 |

Grupo B
| Pos. |                | MNE                   | AUS                   | GRE                   | CAN                   | Pts | J | V | E | D | PF | PS | SP  |
| ---- | -------------- | --------------------- | --------------------- | --------------------- | --------------------- | --- | - | - | - | - | -- | -- | --- |
| 1    | AUS Austrália  | 16–6[ligação inativa] | –                     | 7–5[ligação inativa]  | 20–0[ligação inativa] | 6   | 3 | 3 | 0 | 0 | 43 | 11 | +32 |
| 2    | GRE Grécia     | 6–3[ligação inativa]  | 5–7[ligação inativa]  | –                     | 12–5[ligação inativa] | 4   | 3 | 2 | 0 | 1 | 23 | 15 | +8  |
| 3    | MNE Montenegro | –                     | 6–16[ligação inativa] | 3–6[ligação inativa]  | 14–7[ligação inativa] | 2   | 3 | 1 | 0 | 2 | 23 | 29 | -6  |
| 4    | CAN Canadá     | 7–14[ligação inativa] | 0–20[ligação inativa] | 5–12[ligação inativa] | –                     | 0   | 3 | 0 | 0 | 3 | 12 | 46 | -34 |

Grupo C
| Pos. |             | ITA                   | ESP                   | RUS                   | CHN                   | Pts | J | V | E | D | PF | PS | SP  |
| ---- | ----------- | --------------------- | --------------------- | --------------------- | --------------------- | --- | - | - | - | - | -- | -- | --- |
| 1    | RUS Rússia  | 8–5[ligação inativa]  | 7–8                   | –                     | 24–2[ligação inativa] | 4   | 3 | 2 | 0 | 1 | 39 | 15 | +24 |
| 2    | ITA Itália  | –                     | 9–4                   | 5–8[ligação inativa]  | 27–3[ligação inativa] | 4   | 3 | 2 | 0 | 1 | 41 | 15 | +26 |
| 3    | ESP Espanha | 4–9                   | –                     | 8–7                   | 22–1[ligação inativa] | 4   | 3 | 2 | 0 | 1 | 34 | 17 | +17 |
| 4    | CHN China   | 3–27[ligação inativa] | 1–22[ligação inativa] | 2–24[ligação inativa] | –                     | 0   | 3 | 0 | 0 | 3 | 6  | 73 | -67 |

Grupo D
| Pos. |                    | HUN                   | JPN                   | POL                   | USA                   | Pts | J | V | E | D | PF | PS | SP  |
| ---- | ------------------ | --------------------- | --------------------- | --------------------- | --------------------- | --- | - | - | - | - | -- | -- | --- |
| 1    | HUN Hungria        | –                     | 12–6[ligação inativa] | 12–3[ligação inativa] | 9–8[ligação inativa]  | 6   | 3 | 3 | 0 | 0 | 33 | 17 | +16 |
| 2    | USA Estados Unidos | 8–9[ligação inativa]  | 8–8[ligação inativa]  | 16–3[ligação inativa] | –                     | 3   | 3 | 1 | 1 | 1 | 32 | 20 | +12 |
| 3    | JPN Japão          | 6–12[ligação inativa] | –                     | 18–5[ligação inativa] | 8–8[ligação inativa]  | 3   | 3 | 1 | 1 | 1 | 32 | 25 | -7  |
| 4    | POL Polônia        | 3–12[ligação inativa] | 5–18[ligação inativa] | –                     | 3–16[ligação inativa] | 0   | 3 | 0 | 0 | 3 | 11 | 46 | -35 |

### Segunda fase
As equipes vencedoras estão qualificadas para as quartas-de-final e as perdedoras disputam do 9º ao 12º lugar.
| A2 CRO Croácia | 10–7[ligação inativa]  | B3 MNE Montenegro     |
| A3 FRA França  | 5–7[ligação inativa]   | B2 GRE Grécia         |
| C3 ITA Itália  | 13–11[ligação inativa] | D3 JPN Japão          |
| C2 ESP Espanha | 8–10                   | D2 USA Estados Unidos |

### Fase final

#### Final
|  | Quartas-de-final   | Quartas-de-final |               |            | Semifinais                   | Semifinais                   |  |  | Disputa da medalha de ouro | Disputa da medalha de ouro |
|  |                    |                  |               |            |                              |                              |  |  |                            |                            |
|  | Relatório          |                  |               |            |                              |                              |  |  |                            |                            |
|  |                    |                  |               |            |                              |                              |  |  |                            |                            |
|  | SRB Sérvia         | 7                |               |            |                              |                              |  |  |                            |                            |
|  | SRB Sérvia         | 7                | Relatório     |            |                              |                              |  |  |                            |                            |
|  | ITA Itália         | 6                |               |            |                              |                              |  |  |                            |                            |
|  | ITA Itália         | 6                | SRB Sérvia    | 6          |                              |                              |  |  |                            |                            |
|  | Relatório          |                  | SRB Sérvia    | 6          |                              |                              |  |  |                            |                            |
|  |                    | AUS Austrália    | 7             |            |                              |                              |  |  |                            |                            |
|  | AUS Austrália      | AUS Austrália    | 7             | 8          |                              |                              |  |  |                            |                            |
|  | AUS Austrália      |                  | Relatório     | 8          |                              |                              |  |  |                            |                            |
|  | USA Estados Unidos | 4                |               |            |                              |                              |  |  |                            |                            |
|  | USA Estados Unidos | 4                | AUS Austrália | 6          |                              |                              |  |  |                            |                            |
|  | Relatório          |                  | AUS Austrália | 6          |                              |                              |  |  |                            |                            |
|  |                    | CRO Croácia      | 4             |            |                              |                              |  |  |                            |                            |
|  | RUS Rússia         | CRO Croácia      | 4             | 8          |                              |                              |  |  |                            |                            |
|  | RUS Rússia         | Relatório        |               | 8          |                              |                              |  |  |                            |                            |
|  | CRO Croácia        | 16               |               |            |                              |                              |  |  |                            |                            |
|  | CRO Croácia        | 16               | CRO Croácia   | 11         | Disputa da medalha de bronze | Disputa da medalha de bronze |  |  |                            |                            |
|  | Relatório          |                  | CRO Croácia   | 11         | Disputa da medalha de bronze | Disputa da medalha de bronze |  |  |                            |                            |
|  |                    | GRE Grécia       | 8             |            |                              |                              |  |  |                            |                            |
|  | HUN Hungria        | GRE Grécia       | 8             | 7          | SRB Sérvia                   | 9                            |  |  |                            |                            |
|  | HUN Hungria        |                  |               | 7          | SRB Sérvia                   | 9                            |  |  |                            |                            |
|  | GRE Grécia         | 8                |               | GRE Grécia | 4                            |                              |  |  |                            |                            |
|  | GRE Grécia         | 8                |               |            | 4                            |                              |  |  |                            |                            |
|  |                    |                  |               |            |                              |                              |  |  | Relatório                  |                            |
|  |                    |                  |               |            |                              |                              |  |  |                            |                            |

#### Classificação 5º-8º lugar
|  | Semifinais         | Semifinais  |   |            | Disputa pelo 5º lugar | Disputa pelo 5º lugar |  |
|  |                    |             |   |            |                       |                       |  |
|  | Relatório          |             |   |            |                       |                       |  |
|  | ITA Itália         | 8           |   |            |                       |                       |  |
|  | USA Estados Unidos | 11          |   |            |                       |                       |  |
|  |                    |             |   |            |                       |                       |  |
|  |                    |             |   |            | Relatório             |                       |  |
|  |                    |             |   |            | USA Estados Unidos    | 8                     |  |
|  |                    | HUN Hungria | 9 |            |                       |                       |  |
|  |                    |             |   |            |                       |                       |  |
|  |                    |             |   |            |                       |                       |  |
|  |                    |             |   |            | Disputa pelo 8º lugar |                       |  |
|  | Relatório          | Relatório   |   | Relatório  | Relatório             |                       |  |
|  | RUS Rússia         | 11          |   | ITA Itália | 5                     |                       |  |
|  | HUN Hungria        | 13          |   |            | RUS Rússia            | 8                     |  |

#### Classificação 9º-12º lugar
|  | Semifinais     | Semifinais  |    |                | Disputa pelo 9º lugar  | Disputa pelo 9º lugar |  |
|  |                |             |    |                |                        |                       |  |
|  | Relatório      |             |    |                |                        |                       |  |
|  | MNE Montenegro | 13          |    |                |                        |                       |  |
|  | JPN Japão      | 14          |    |                |                        |                       |  |
|  |                |             |    |                |                        |                       |  |
|  |                |             |    |                | Relatório              |                       |  |
|  |                |             |    |                | JPN Japão              | 12                    |  |
|  |                | ESP Espanha | 13 |                |                        |                       |  |
|  |                |             |    |                |                        |                       |  |
|  |                |             |    |                |                        |                       |  |
|  |                |             |    |                | Disputa pelo 11º lugar |                       |  |
|  | Relatório      | Relatório   |    | Relatório      | Relatório              |                       |  |
|  | FRA França     | 5           |    | MNE Montenegro | 10                     |                       |  |
|  | ESP Espanha    | 8           |    |                | FRA França             | 12                    |  |

#### Classificação 13º-16º lugar
|  | Semifinais  | Semifinais  |   |            | Disputa pelo 13º lugar | Disputa pelo 13º lugar |  |
|  |             |             |   |            |                        |                        |  |
|  | Relatório   |             |   |            |                        |                        |  |
|  | MEX México  | 8           |   |            |                        |                        |  |
|  | CAN Canadá  | 10          |   |            |                        |                        |  |
|  |             |             |   |            |                        |                        |  |
|  |             |             |   |            | Relatório              |                        |  |
|  |             |             |   |            | CAN Canadá             | 6                      |  |
|  |             | POL Polônia | 3 |            |                        |                        |  |
|  |             |             |   |            |                        |                        |  |
|  |             |             |   |            |                        |                        |  |
|  |             |             |   |            | Disputa pelo 15º lugar |                        |  |
|  | Relatório   | Relatório   |   | Relatório  | Relatório              |                        |  |
|  | CHN China   | 6           |   | MEX México | 21                     |                        |  |
|  | POL Polônia | 10          |   |            | CHN China              | 10                     |  |

### Classificação final
| Pos.   | Equipe             |
| ------ | ------------------ |
| Ouro   | AUS Austrália      |
| Prata  | CRO Croácia        |
| Bronze | SRB Sérvia         |
| 4      | GRE Grécia         |
| 5      | HUN Hungria        |
| 6      | USA Estados Unidos |
| 7      | RUS Rússia         |
| 8      | ITA Itália         |
| 9      | ESP Espanha        |
| 10     | JPN Japão          |
| 11     | FRA França         |
| 12     | MNE Montenegro     |
| 13     | CAN Canadá         |
| 14     | POL Polônia        |
| 15     | MEX México         |
| 16     | CHN China          |

## Feminino

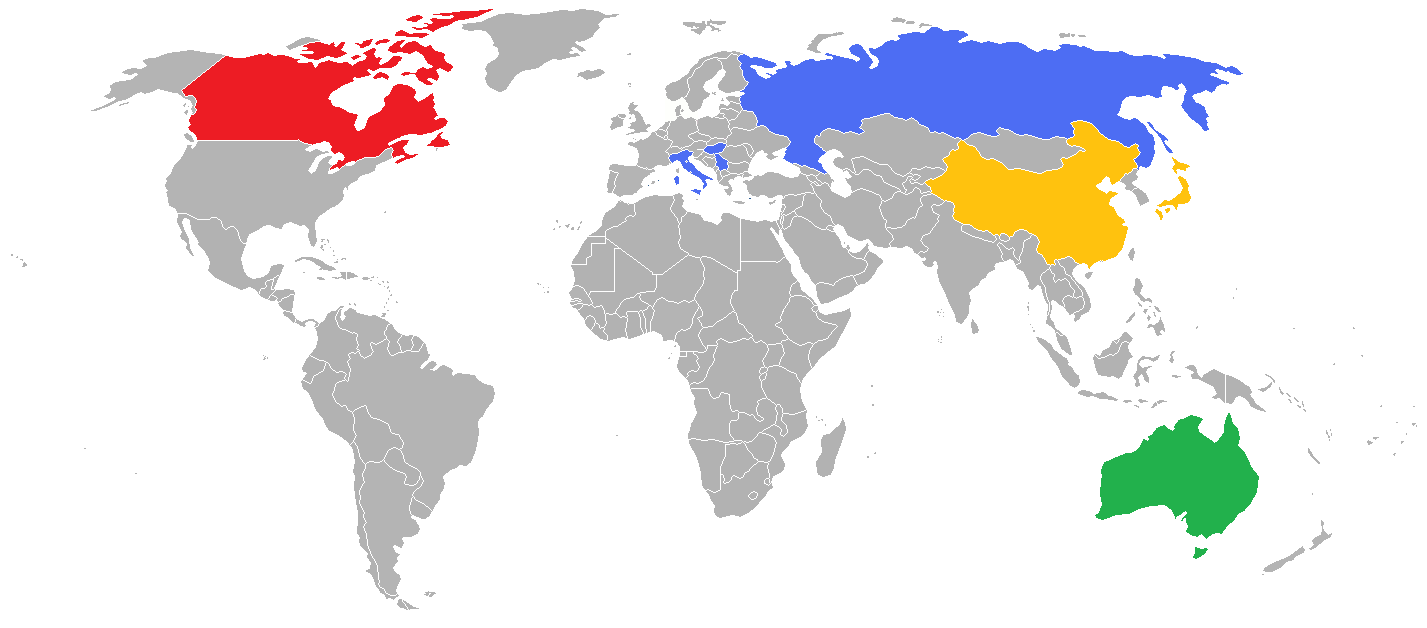
Equipes femininas participantes.

Cada equipe de cada grupo jogou contra as outras equipes do seu grupo, todas contra todas. A melhor equipe se classificou para as semifinais. As equipes que ficaram nas segundas e terceiras posições disputaram a segunda fase e as quartas colocadas, disputaram a classificação do 7º e 8º lugar. As vencedoras da segunda fase, avançaram para as semifinais e as derrotadas disputaram o 5º e 6º lugar. As vencedoras das semifinais disputaram a medalha de ouro e as derrotadas, disputaram a medalha de bronze.

### Fase preliminar
Grupo A
| Pos. |            | SRB                   | JPN                   | RUS                   | CAN                   | Pts | J | V | E | D | PF | PS | SP  |
| ---- | ---------- | --------------------- | --------------------- | --------------------- | --------------------- | --- | - | - | - | - | -- | -- | --- |
| 1    | RUS Rússia | 18–4[ligação inativa] | 12–3[ligação inativa] | –                     | 13–7[ligação inativa] | 6   | 3 | 3 | 0 | 0 | 43 | 14 | +29 |
| 2    | CAN Canadá | 9–3[ligação inativa]  | 10–5[ligação inativa] | 7–13[ligação inativa] | –                     | 4   | 3 | 2 | 0 | 1 | 26 | 21 | +5  |
| 3    | SRB Sérvia | –                     | 8–7[ligação inativa]  | 4–18[ligação inativa] | 3–9[ligação inativa]  | 2   | 3 | 1 | 0 | 2 | 15 | 34 | -19 |
| 4    | JPN Japão  | 7–8[ligação inativa]  | –                     | 3–12[ligação inativa] | 5–10[ligação inativa] | 0   | 3 | 0 | 0 | 3 | 15 | 30 | -15 |

Grupo B
| Pos. |               | AUS                    | CHN                   | HUN                    | ITA                   | Pts | J | V | E | D | PF | PS | SP  |
| ---- | ------------- | ---------------------- | --------------------- | ---------------------- | --------------------- | --- | - | - | - | - | -- | -- | --- |
| 1    | CHN China     | 8–6[ligação inativa]   | –                     | 11–8[ligação inativa]  | 20–4[ligação inativa] | 6   | 3 | 3 | 0 | 0 | 39 | 18 | +21 |
| 2    | HUN Hungria   | 11–10[ligação inativa] | 8–11[ligação inativa] | –                      | 12–8[ligação inativa] | 4   | 3 | 2 | 0 | 1 | 31 | 29 | +2  |
| 3    | AUS Austrália | –                      | 6–8[ligação inativa]  | 10–11[ligação inativa] | 11–9[ligação inativa] | 2   | 3 | 1 | 0 | 2 | 27 | 28 | -1  |
| 4    | ITA Itália    | 9–11[ligação inativa]  | 4–20[ligação inativa] | 8–12[ligação inativa]  | –                     | 0   | 3 | 0 | 0 | 3 | 21 | 43 | -22 |

### Segunda fase
As últimas equipes colocadas na fase de grupos disputaram o 7º e 8º lugar
| A4 JPN Japão | 10–11[ligação inativa] | B4 ITA Itália |

As equipes vencedoras qualificaram-se para as semifinais e as perdedoras disputaram o 5º e 6º lugar.
| A2 CAN Canadá | 10–8[ligação inativa] | B3 AUS Austrália |
| A3 SRB Sérvia | 5–13[ligação inativa] | B2 HUN Hungria   |

### Fase final

#### Final
|  | Semifinais  | Semifinais |    |            | Disputa da medalha de ouro   | Disputa da medalha de ouro |  |
|  |             |            |    |            |                              |                            |  |
|  | Relatório   |            |    |            |                              |                            |  |
|  | RUS Rússia  | 9          |    |            |                              |                            |  |
|  | HUN Hungria | 11         |    |            |                              |                            |  |
|  |             |            |    |            |                              |                            |  |
|  |             |            |    |            | Relatório                    |                            |  |
|  |             |            |    |            | HUN Hungria                  | 8                          |  |
|  |             | CHN China  | 12 |            |                              |                            |  |
|  |             |            |    |            |                              |                            |  |
|  |             |            |    |            |                              |                            |  |
|  |             |            |    |            | Disputa da medalha de bronze |                            |  |
|  | Relatório   | Relatório  |    | Relatório  | Relatório                    |                            |  |
|  | CHN China   | 16         |    | RUS Rússia | 10                           |                            |  |
|  | CAN Canadá  | 7          |    |            | CAN Canadá                   | 8                          |  |

#### Disputa pelo 5º e 6º lugar
| SRB Sérvia | 7–13[ligação inativa] | AUS Austrália |

### Classificação final
| Pos.   | Equipe        |
| ------ | ------------- |
| Ouro   | CHN China     |
| Prata  | HUN Hungria   |
| Bronze | RUS Rússia    |
| 4      | CAN Canadá    |
| 5      | AUS Austrália |
| 6      | SRB Sérvia    |
| 7      | ITA Itália    |
| 8      | JPN Japão     |

## Quadro de medalhas
| Ordem | País          | Medalha de ouro | Medalha de prata | Medalha de bronze |   |
| ----- | ------------- | --------------- | ---------------- | ----------------- | - |
| 1     | AUS Austrália | 1               |                  |                   | 1 |
|       | CHN China     | 1               |                  |                   | 1 |
| 2     | CRO Croácia   |                 | 1                |                   | 1 |
|       | HUN Hungria   |                 | 1                |                   | 1 |
| 3     | RUS Rússia    |                 |                  | 1                 | 1 |
|       | SRB Sérvia    |                 |                  | 1                 | 1 |
| TOTAL | TOTAL         | 2               | 2                | 2                 | 6 |